# Marijanski zavjet za Domovinu
Marijanski zavjet za Domovinu je hrvatsko zavjetno hodočašće. Zavjetni put prolazi svim većim marijanskim svetištima, od istoka do juga Hrvatske.

## Organizacija
Organiziraju ga mladi i branitelji, zajedno sa svim ljudima kojima je Hrvatska posebno u srcu. 
2015. su ga organizirali ga HVIDRA, studentske udruge SKAC Palma i MAGIS, te ine braniteljske i studentske udruge i zajednice koje se vremenom priključe.
Nakon prvog hodočašća u ljeto 2015. (od 21. lipnja do 28. kolovoza), kako bi se organizacija podigla na još bolju razinu, osnovana je Bratovština Marijanski zavjet za Domovinu (4. listopada 2015.). Bratovštini se kao redovni članovi mogu pridružiti svi koji su hodali, a kao priključeni članovi i oni koji će tek hodati, ili žele podržati ideju molitvom ili na neki drugi način.[nedostaje izvor]
Svaki član bratovštine dobiva hodočasničku putovnicu u koju se stavljaju pečati svih marijanskih svetišta koje je hodočasnik posjetio kao i pečati raznih memorijalnih središta koja se posjete. Hodočasnik se zavjetuje da će tijekom života prohodati sve etape zavjetnog puta, a ako to ne uspije ostvariti, učinit će to umjesto njega njegovi nasljednici.

## Povijest
Ideja o ovome stvarala se godinama. Realizaciju projekta dodatno su požurila zbivanja oko hrvatskih branitelja, vrijednosti proizišlih iz Domovinskog rata. 

Prvo zavjetno hodočašće organizirano je 2015. godine - od 21. lipnja do 28. kolovoza. Hodočasnici su prošli oko 1500 km od Gunje do Dubrovnika kroz cijelu Hrvatsku i dio BiH, prošavši kroz velika marijanska svetišta, ali i bitna mjesta hrvatske povijesti, obilježivši posebne događaje i obljetnice: 

- 5. kolovoza na 20. obljetnicu vojno-redarstvene akcije Oluja i Dan domovinske zahvalnosti hodočasnici su bili u Kninu 

- 15. kolovoza na blagdan Velike Gospe u Sinju na proslavi 300. obljetnice Čudotvorne Gospe Sinjske i obrane od Turaka 

Godine 2017. započelo je obilježavanje puteva i staza Marijanskog zavjeta te su do 2018. godine staze označene od Vinkovaca.

## Zavjet i zavjetna molitva hodočasnika
ZAVJET
Kao što to nekoć učiniše branitelji u Domovinskom ratu,
tako danas i ja obećavam da ću za svoju domovinu Hrvatsku i njezin narod
ispuniti Marijanski zavjet za Domovinu.

Molimo dan nam, po zagovoru Blažene Djevice Marije,
dobri Bog oprosti grijehe koje kao narod počinismo,
da nas izvede iz svakoga zla u koje upadosmo.

Molimo za sve minule naraštaje, nas žive i one koji dolaze;
za pravdu, mir i napredak.

U ime Oca, i Sina i Duha Svetoga.

MOLITVA
Majko Marijo, 
Odvjetnice naša, Kraljice Hrvata, Blažena Bogorodice, prečista Djevice,
po čijem nam se zagovoru smilovao Svevišnji Bog,
i udostojao se dati slobodu svome hrvatskom narodu,
zahvaljujem Ti na ljubavi,
Tebi, Djevo blažena, koja nas neizmjerno ljubiš!
Prečista Majko,
svetištima Tvojim evo hodočastim!
Po zemlji Hrvata, za narod svoj i Domovinu, 
danas Ti se eto (opet) utječem!
Ja, Tvoj hodočasnik,
molim Te za svoj narod.
Plaštem svoga milosrđa natkrij moje korake, 
mjesta koja prolazim, 
ljude koje susrećem,
i primi nakane koje ti prikazujem.
Po ovom zavjetu koji činim i koji Ti obećah,
evo me, hodam, koračam.
I molim...
Za one koji prijeđoše k Tebi,
za one koji će doći, i za sve žive, za sve njih Te molim;
za sve suze njihove i moje, sva trpljenja i sve boli,
i sva nadanja nas Hrvata i svih koji su Tvoji,
Tebi se utječem, Gospe draga,
zagovaraj svoje hodočasnike, Sveta Djevice, Kraljice Hrvata,
Odvjetnice naša!

Zdravo Marijo...

Dobri i sveti Bože, Oče moga naroda,
blagoslivljam Te i zahvaljujem Ti na daru slobode 
i na Domovini koju si nam namijenio!
Po zagovoru Marijinom, ja Tvoj hodočasnik, 
molim Te oprosti nam grijehe naše,
koje počinismo i u ratu i u miru,
i daj nam snage za oprost!
Predajem ti svoju Domovinu i svoj narod,
Tebi, milosrdni i blagi Stvoritelju.
Udijeli nam milosti koje samo Ti daješ;
milosti praštanja i zajedništva,
mudrosti i odvažnosti, povjerenja i sloge,
odgovornosti i brižnosti...
Daj da Hrvatska bude zemlja pravde i mira,
napretka i blagoslovljenog rada,
vođena mudrim i odvažnim službenicima,
i bogata svakim dobrom koje od Tebe dolazi!
Obnovi nas u vjeri, nadi i ljubavi.

Oče naš...
Ruta 1. zavjetnog hodočašća 2015. godine:

21. lipnja - 28. lipnja - Gunja - Šumanovci - Vrbanja - Nijemci - Lovac - Aljmaš

28. lipnja – 5. srpnja – Aljmaš - Požega

5. srpnja – 12. srpnja – Požega - Križevci

12. srpnja – 19. srpnja – Križevci - Karlovac

19. srpnja – 26. srpnja – Karlovac - Trsat

26. srpnja – 2. kolovoza – Trsat - Gospić

2. kolovoza – 5. kolovoza – Gospić - Knin

2. kolovoza – 5. kolovoza – Zadar - Knin (istovremeno s prethodnom)

6. kolovoza – 14. kolovoza – Knin - Sinj

16. kolovoza – 21. kolovoza – Solin - Međugorje

23. kolovoza – 28. kolovoza – Međugorje - Dubrovnik

## Smisao
Smisao je: molitvom u zajedništvu nastaviti borbu za mir, pravdu i istinsku slobodu Hrvatske.
Ovaj hrvatski hodočasnički put utirali bi i vodili veterani Domovinskog rata. Surađivaju sa studentima i ostalim mladima diljem Hrvatske. Tim bi zajedništvom predala se mladima važnost i svetost Domovinskog rata i osvješćivala svetosti Domovine koju imamo.
Ovaj hodočasnički put u svezi je s time što je Hrvatska oduvijek poznata po svojoj vjernosti Katoličkoj Crkvi i po pobožnosti prema Blaženoj Djevici Mariji, o čemu svjedoče i brojna svetišta diljem Domovine i krajeva gdje žive Hrvati. Potrebu hodočašća povezuje svojevrsni zavjet koji datira iz Domovinskog rata, a sklopljen je između branitelja i hrvatskog naroda, i Djevice Marije, kojoj su se utjecali. "Obranili smo Hrvatsku, oružjem i krunicom oko vrata. Danas se opet trebamo za nju boriti, trajnom angažiranošću i molitvom."

## Ruta hodočašća
Put kojim će hodočasnici prolaziti, odnosno njegov glavni tok, bio bi dug oko 1700 km. Organizatori računaju na to da će se matičnoj ruti kroz određeno vrijeme pridružiti brojne pokrajnje rute, koje će se s njom spajati u najbližim svetištima, te tako premrežiti cijelu Hrvatsku. Ruta hodočasničkog puta prolazi kroz 18 svetišta u cijeloj Hrvatskoj, ali i dijelu Bosne i Hercegovine. Cilj je na tom putu spojiti što veći broj važnijih svetišta. Dnevno se prelazi dvadesetak kilometara. Organizatori pripremaju improvizirana prenoćišta i jednostavne obroke u konačištima. Svaku etapu prelazi druga skupina hodočasnika, i prolazi unaprijed određenu rutu puta.

Rute 2016.:
I. tjedan: 12.6. – 18.6.2016. Osijek-Aljmaš-Vukovar-Vinkovci-Vođinci-Đakovo-Donji Andrijevci-Slavonski Brod 

Ukupno: 153 kilometra  

II. tjedan: 19.6. – 25.6. 2016. Slavonski Brod-Pleternica-Požega-Stražeman-Vodin-Daruvar-Veliki Grđevac-Bjelovar 
  
Ukupno: 174 kilometra 
III. tjedan: 26.6. – 2.7. 2016. Bjelovar-Sveti Ivan Žabno-Križevci-Reka-Ludbreg-Varaždin-Ivanec-Lobor 

Ukupno: 153 kilometra 
IV. tjedan: 3.7. – 9.7. 2016. Lobor-Marija Bistrica-Sljeme-Zagreb-Jastrebarsko-Krašid-Karlovac-Generalski Stol 

Ukupno: 166 kilometra 
V. tjedan: 10.7. – 16.7. 2016. Generalski Stol-Ogulin-Vrbovsko-Mrkopalj-Hreljin-Rijeka-Drivenik-Novi Vinodolski 

Ukupno: 159 kilometra 
VI. tjedan: 17.7. – 23.7. 2016. Novi Vinodolski-Krivi Put-Sveti Juraj-Krasno Polje-Donji Kosinj-Gospid-Podlapača-Udbina 

Ukupno: 173 kilometra 
VII. tjedan: 24.7. – 30.7. 2016. Udbina-Sveti Rok-Tulove Grede-Jasenice-Visodane-Nin-Zadar-Škabrnja 

Ukupno: 162 kilometra 
VIII. tjedan: 31.7. – 6.8. 2016. Škabrnja-Benkovac-Rodaljice-Kistanje-Knin-Drniš-Mirlović Zagora-Šibenik 

Ukupno: 142 kilometra 
IX. tjedan:7.8. – 13.8. 2016. Šibenik-Vrpolje-Prgomet-Solin-Split-Dugopolje-Sinj-Trilj 

Ukupno: 122 kilometra 
X. tjedan:14.8. – 20.8. 2016. Trilj-Aržano-Imotski-Posušje-Široki Brijeg-Mostar-Međugorje-Metković 

Ukupno: 167 kilometra 
XI. tjedan:21.8. – 25.8. 2016. Metković-Neum-Slano-Orašac-Rožat-Dubrovnik 

Ukupno: 101 kilometar